# Tercera cultura
Tercera cultura és un concepte creat per l'editor John Brockman al seu llibre The Third Culture publicat l'any 1995. El concepte fa referència al suposat divorci entre la cultura humanística i la científica que Charles Percy Snow havia diagnosticat a la seva obra Les dues cultures i la revolució científica, entenent la necessitat d'una tercera cultura que combinés les dues sobre la base d'una filosofia natural.
Fred L. Casmir va teoritzar sobre el concepte de construcció de la tercera cultura (Third-Culture Building) basant-se en l'interaccionisme simbòlic, que pretén explicar la creació d'una tercera cultura centrant-se sobretot en els resultats de la comunicació, plantejant la possibilitat de la construcció cooperativa d'una tercera cultura que faciliti una comunicació intercultural més efectiva. Per aconseguir-ho proposa el desenvolupament de tres models per al procés de construcció de la tercera cultura: el cicle d'actuació a la construcció individual de la tercera cultura, la construcció pròpiament dita de la tercera cultura i el tercer model basat en la interacció dels dos anteriors.
Des d'aquesta perspectiva es plantegen cinc fases que es presenten cíclicament:
- Comunicació intracultural intrapersonal basada en les etapes de consciència i presentació unilaterals, caracteritzades per la curiositat i motivacions inicials per a la comunicació intercultural.
- Comunicació intercultural interpersonal basada en els estadis de cerca d'informació, de reciprocitat i d'ajustament mutu. Qualsevol intent de superioritat d'una de les parts pot desfavorir la construcció de la tercera cultura.
- Comunicació intercultural retòrica, on les dues parts comencen a considerar no només la seva pròpia perspectiva cultural i s'estableixen les funcions de convergència i integració dels elements que constituiran la tercera cultura.
- Comunicació metacultural basada en l'intercanvi simbòlic i reinterpretació, i els primers intents d'acció mútua.
- Comunicació intracultural, que correspon a l'estadi d'abandonament de la cultura primària per a la formació d'una metaidentitat resultant.

## El llibre: La tercera cultura
El llibre de John Brockman contenia aportacions de 23 experts en diferents disciplines que posteriorment participarien freqüentment en els llibres publicats per l'Edge Foundation, dirigida pel mateix Brockman: 
- el físic Paul Davies
- el biòleg Richard Dawkins
- el filòsof Daniel Dennett
- el paleontòleg Niles Eldredge
- el teòric del caos J. Doyne Farmer
- el físic teòric Murray Gell-Mann
- el biòleg Brian Goodwin
- el biòleg i geòleg Stephen Jay Gould
- el físic Alan Guth
- l'inventor W. Daniel Hillis
- el psicòleg Nicholas Humphrey
- el genetista Steve Jones
- el biòleg Stuart Kauffman
- el teòric de sistemes Christopher Langton
- la biòloga Lynn Margulis
- l'informàtic Marvin Minsky
- el físic matemàtic Roger Penrose
- el científic cognitiu Steven Pinker
- l'astrofísic teòric Martin Rees
- el científic cognitiu Roger Schank
- el físic teòric Lee Smolin
- el biòleg Francisco Varela
- el biòleg evolucionista George C. Williams